# Sára Aaronsohnová
Sára Aaronsohnová (hebrejsky שרה אהרנסון‎, Sara Aharonson; 6. ledna 1890 Zichron Ja'akov – 9. října 1917 Zichron Ja'akov) byla jedním z vůdců židovské špionážní sítě Nili, založené v roce 1915 v Palestině za účelem podpory Spojeného království v boji proti Osmanské říši během první světové války. Skupina, zformovaná kolem jejího bratra a vědce Aarona Aaronsohna, dokázala shromáždit rozsáhlé množství zpravodajských informací o rozmístění tureckých vojsk, politické a ekonomické situaci v zemi a mnohé další. Od června 1916, v době bratrovy nepřítomnosti, koordinovala a zprostředkovaně řídila veškeré aktivity skupiny v palestinské a libanonské oblasti. Od členů skupiny shromažďovala získané informace, které dále analyzovala a po zakódování posílala na britské velitelství v Káhiře.
V průběhu září 1917 došlo ke dvěma incidentům, které vedly k odhalení skupiny a zatčení většiny jejich členů 2. října. Ti byli následně mučeni, aby vyzradili své spolupracovníky. Aaronsohnová vzala všechnu vinu na sebe a odmítala cokoliv prozradit. Po třech dnech krutého mučení, kdy měla být převezena k dalšímu výslechu do Nazaretu, se z obavy, že by již nemusela další mučení vydržet, rozhodla ukončit svůj život. Dne 5. října se pod záminkou převlečení zkrvaveného oblečení nechala stráží odvést do domu své rodiny. Zatímco vojáci čekali před domem, napsala dopis na rozloučenou a ukrytým revolverem se pokusila o sebevraždu. Smrt nebyla okamžitá a zraněním podlehla v bolestech o čtyři dny později, 9. října 1917.
Informace, které se Nili po navázání spolupráce podařilo Britům předat, zásadně přispěly k britskému vojenskému vítězství nad Osmanskou říší v Palestině. Přestože se od roku 1935 u jejího hrobu v Zichron Ja'akovu každoročně konají vzpomínkové akce, plnohodnotného uznání se jí, ostatním členům Nili a skupině jako takové dostalo až o desítky let později, po šestidenní válce v roce 1967. Kolem Aaronsohnové vznikl až určitý kult a vysloužila si označení židovská Johanka z Arku a hrdinka Nili.

## Mládí
Narodila se v zemědělské osadě Zichron Ja'akov v palestinské části Osmanské říše do poměrně bohaté početné rodiny jedněch z prvních sionistických průkopníků. Její rodiče Efrajim Fischel Aaronsohn a Malka rozená Glacano do Palestiny přesídlili v roce 1882 z Bacău v Rumunském knížectví v rámci první aliji a patřili mezi zakladatele Zichron Ja'akovu, kde se řadili k nejprominentnějším rodinám. Pocházela z šesti sourozenců: měla čtyři starší bratry (Aarona, Alexe, Cviho a Šmu'ela) a mladší sestru Rivku. S výjimkou Aarona (1876–1919), který se narodil v Bacău, přišli všichni na svět v Zichron Ja'akovu.

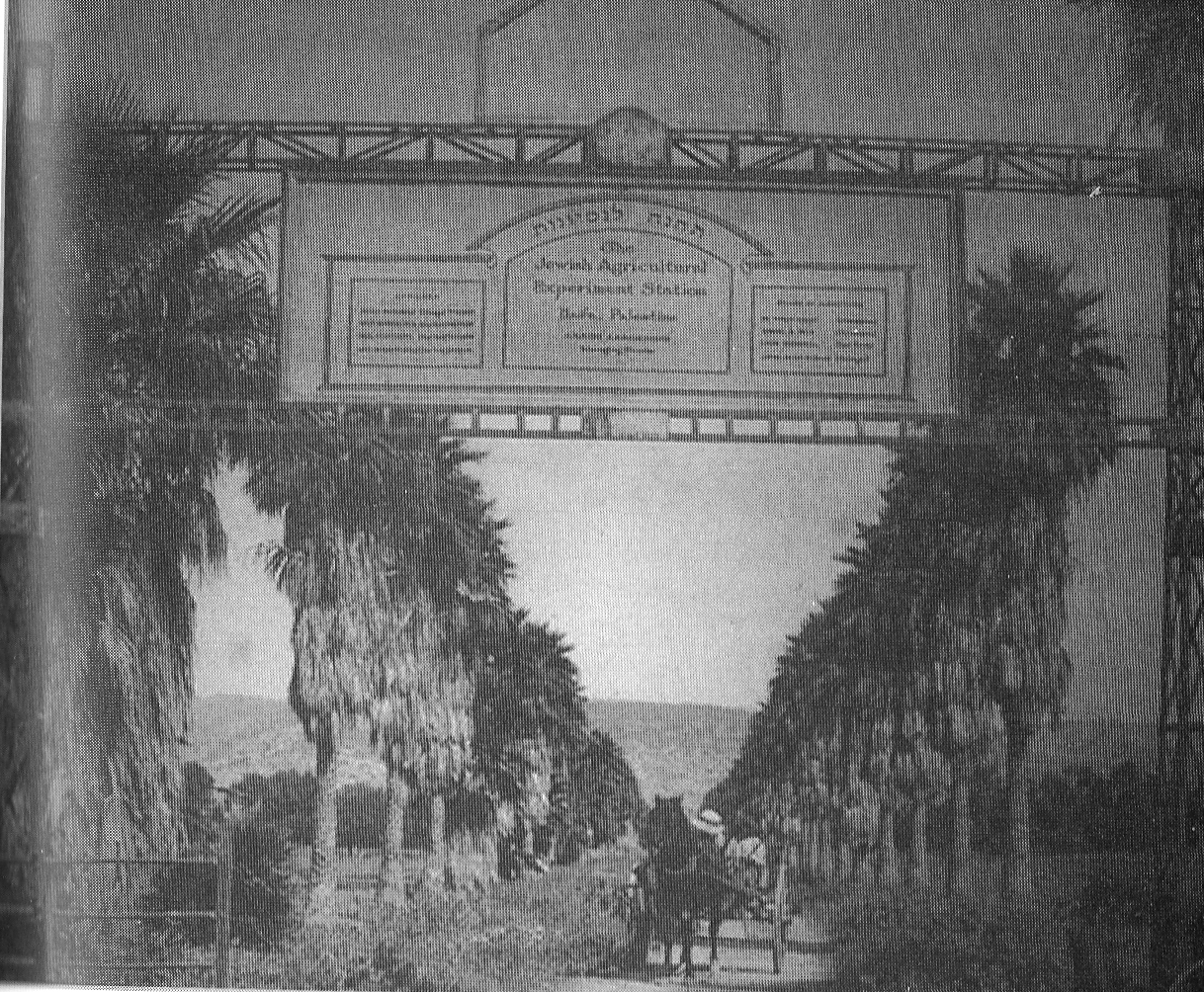
Zemědělská experimentální stanice v Atlitu, kde Sára pomáhala bratrovi s výzkumem

Podobně jako ostatním dívkám v té době a lokalitě se jí dostalo pouze základního vzdělání v místní škole, kterou dokončila ve dvanácti letech. Poté se vzdělávala svépomocí. Zajímala se zejména o židovské dějiny, Bibli, literaturu, studovala jazyky a od bratra Aarona se učila botanice a agronomii. Plynně hovořila hebrejsky, jidiš, turecky, francouzsky, ovládala angličtinu a od dětství uměla arabsky. Bratr Alex (1888–1948) ji naučil střílet a jezdit na koni, ale jinak pomáhala matce s domácností. Vzorem a inspirací pro ni byl nejstarší z bratrů – již zmíněný o čtrnáct let starší Aaron; vědec, který jí byl mentorem a jemuž pomáhala při meteorologických měřeních. Aaronu Aaronsohnovi se díky jeho objevu divoké pšenice dostalo celosvětového věhlasu a uznání ve vědeckém světě. To napomohlo k získání finanční podpory ze Spojených států amerických, která mu umožnila založit židovskou zemědělskou experimentální stanici v Atlitu, vzdáleném asi 20 kilometrů na sever od Zichron Ja'akovu, v níž zkoumal původní zemědělské techniky používané v tomto regionu. Chtěl, aby jeho sestry viděly svět, a tak je poslal na cestu po Švýcarsku, Německu a Itálii. Obě mu později v atlitské stanici pomáhaly.
Během jednoho purimového bálu se Sára seznámila s Aaronovým asistentem Avšalomem Feinbergem (1889–1917), který se o ni následně začal zajímat. Podle autorek Idy Cowenové a Irene Guntherové spolu zamilovaný pár trávil mnoho času a občas je doprovázela Sářina sestra Rivka (1892–1981). Feinberg psal Sáře básně, milostné dopisy a jezdili spolu na projížďky na koních. Následující léto ji požádal o ruku, ale ona mu nedokázala odpovědět, ač jej milovala. Stejná situace se opakovala i v následujících měsících. Sára nad jeho nabídkami k sňatku váhala, až se začala vyhýbat situacím, kdy spolu byli o samotě, a Feinberg o ni začal ztrácet zájem. V té době, na jaře 1912, po krátké nemoci zemřela její matka Malka, a ona se tak sama musela starat o celou domácnost. Když za ní Feinberg přijel kvůli vyjížďce na koních, poslala místo sebe raději Rivku. S tou postupně začal trávit čím dál tím víc času, až se z nich stal pár (některé zdroje uvádí, že se zasnoubili, jiné tvrdí, že k tomu nikdy nedošlo). Izraelský historik Šmue'l Kac naproti tomu partnerský vztah mezi Sárou Aaronsohnovou a Feinbergem ve své podrobné publikaci o Nili vůbec nezmiňuje a letmo vzpomíná pouze jeho vztah s Rivkou.

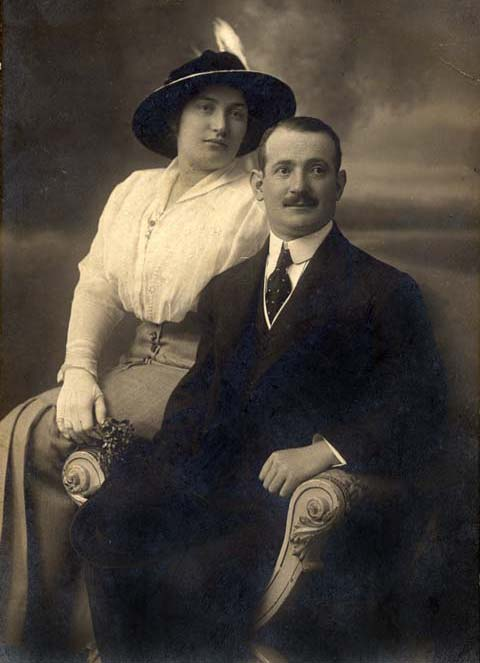
Sára Aaronsohnová s manželem Chajimem Abrahamem v Konstantinopol, 1914

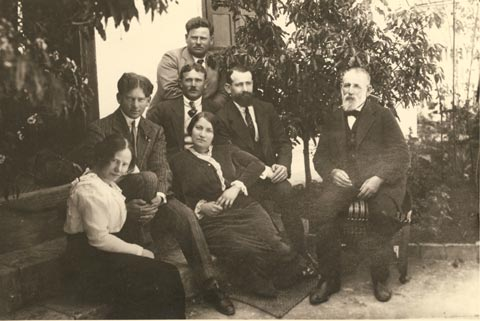
Aaronsohnovi před Sářiným odjezdem do Istanbulu. Horní řada: Aaron Aaronsohn, prostředí řada: Alex Aaronsohn, Šmu'el Aaronsohn, Chajim Abraham, Efrajim Aaronsohn, spodní řada: Rivka Aaronsohnová, Sára Aaronsohnová, 1914

Na jaře 1913 její bratr Alex založil skupinu Gideonim, tvořenou mladými muži ze Zichron Ja'akovu, kteří měli za úkol bránit město a místní obyvatele před arabskými útoky. Ona sama přitom o několik měsíců dříve podnikla v reakci na arabské výpady impulsivní akci. Oděna v arabskou abáji (druh svrchního oděvu zakrývající tělo a vlasy) vyrazila v noci na koni se zaměstnancem bratrovy atlitské stanice do karmelského pohoří, kde vyhledala karavanu velbloudů, z níž ukradla a následně v nedalekém lese ukryla šest zvířat. Druhý den ráno, již s rozpuštěnými vlasy, přivedla šestici velbloudů jejich beduínskému majiteli, kterému řekla: „Vedu vám zpět vaše velbloudy. Včera večer jsem je ukradla, abych vám dala za vyučenou. My Židé s vámi chceme žít v míru, ale pokud budeme muset, umíme i loupit a plenit. Nezapomeňte na to, až budete příště uvažovat o nájezdech na naše osady.“ Přirozeně se proto chtěla zapojit do aktivit Gideonim, ale bratři jí to nedovolili, čímž se jí dotkli.
Podle staré židovské tradice nebylo v ortodoxní rodině možné, aby se mladší dcera vdala dříve než její starší sestra. Sára nechtěla stát své sestře ve štěstí, a tak se, přestože stále chovala city k Feinbergovi, 31. března 1914 provdala za úspěšného židovského obchodníka z Istanbulu Chajima Abrahama (1879–1954), který byl jako vhodný nápadník představen jejímu otci. O okolnostech jejich sňatku se toho moc neví. O deset let starší Abraham, zapálený sionista, patřil mezi známé jejího bratra Aarona. Izraelský historik Šmu'el Kac uvádí, že jejich sňatek mohl být od začátku domluven pouze jako způsob, jak umožnit Feinbergův sňatek s Rivkou. Po něm se mohli Sára s Abrahamem rozvést (případně spolu setrvat). Následně však vypukla první světová válka, která mohla původní plány narušit. Svatba proběhla u atlitské stanice a novomanželé po oslavách odpluli z Haify do Istanbulu. Svého manžela nemilovala a odchod do Istanbulu znamenal zásadní zlom v jejím životě. Teprve tehdy, když Sára s manželem odešla, si Feinberg uvědomil, že si neměl vybrat Rivku, neboť stále choval city k její starší sestře. Nakonec k svatbě mezi nimi nikdy nedošlo.

## První světová válka

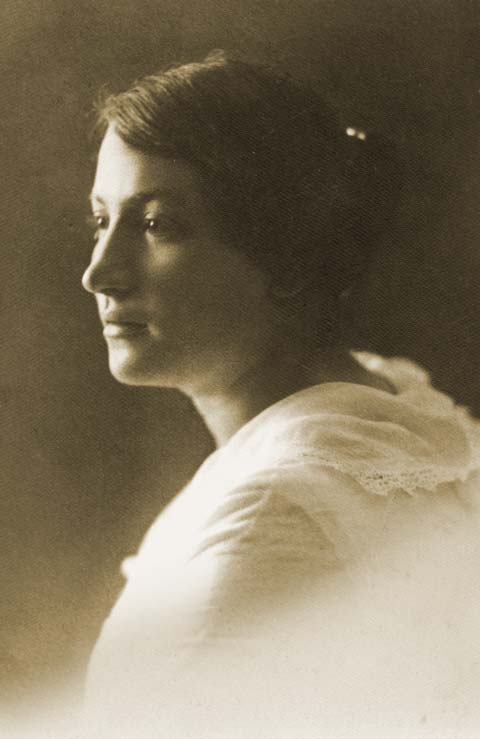
Sára Aaronsohnová

V době vypuknutí první světové války již žila několik měsíců v Istanbulu, konkrétně ve čtvrti Galata. V manželství ale nebyla šťastná a cítila se opuštěná. Manželovy obchody jej odváděly na cesty po celém světě, v důsledku čehož trávil spoustu času mimo domov. Její tehdejší rozpoložení přibližuje dopis ze srpna 1915 adresovaný Feinbergově sestře Cile (1894–1988), v němž mimo jiné napsala: „Můj život je monotónní a jsem od všeho odříznutá. Nikoho nenavštěvuji, nic mě netěší a ke všemu jsem lhostejná. Těším se na ten šťastný den, kdy se vrátím domů. (…) Můj [stávající] život, daleko od rodiny, se stává nesnesitelným. (…) Nemohu už dále psát, tečou mi slzy a srdce mi puká…“. Nedlouho po odeslání tohoto dopisu zahájila přípravy na cestu. Postupně ji navíc přestaly chodit dopisy od sourozenců a Feinberga, a tak se nakonec 25. listopadu 1915 vypravila zpět do Zichron Ja'akovu. Cestou, která jí trvala zhruba měsíc, byla svědkem genocidy Arménů. Spatřila vylidněné vesnice, mrtvé ležící podél cest, hladovějící lidi žebrající o chléb a celé rodiny, které vojáci s biči odváděli do pouště. Tento zážitek jí hluboce pohnul a říkala si: „Proč jdou všichni ti lidé jako ovce na porážku? Proč se nebrání? Nebylo by lepší zabít nějaké [turecké] bestie a zemřít se ctí? Co když něco takového potká naše lidi v Palestině?“

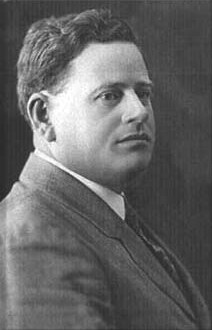
Bratr Aaron Aaronsohn

Když dorazila domů do Zichron Ja'akovu, zjistila, že její bratr Aaron s Feinbergem založili na jaře 1915 špionážní síť, která pro britské válečné účely shromažďuje zpravodajské informace. Osmanská říše se totiž v probíhajícím světovém konfliktu postavila na stranu Centrálních mocností a vyhlásila válku státům Dohody (tedy i Spojenému království). S postupem konfliktu však bylo čím dál tím jasnější, že Britové netuší, co se v Osmanské říši děje. Založení špionážní sítě napomohla invaze sarančí pustinných (Schistocerca gregaria), která decimovala osmanské zemědělství. Aaron Aaronsohn byl coby přední agronom pověřen Džamalem Pašou, jedním z vládců Osmanské říše a velitelem Čtvrté armády, bojem s tímto hmyzem. Díky tomu se jednak dostal do úzkého kontaktu s nejvyššími vojenskými a civilními představiteli Palestiny, Libanonu a Sýrie, ale mohl tak i strategicky rozmisťovat členy skupiny po celé Palestině pod záminkou boje se sarančaty. Britskou zpravodajskou službu v Egyptě se v srpnu 1915 za účelem sjednání spolupráce nejprve neúspěšně pokusil oslovil jejich bratr Alex. Stejného úkolu se později téhož měsíce, tentokrát již úspěšně, zhostil Feinberg. S jejich skupinou měli Britové komunikovat pomocí lodi, která by proplouvala kolem Atlitu. Aaron Aaronsohn byl mezitím prostřednictvím špionážní sítě schopen shromáždit rozsáhlé množství informací o rozmístění tureckých vojenských útvarů, ekonomické a politické situaci v zemi a mnohé další. Nedlouho po Feinbergově návratu se měla s atlitskou skupinou poprvé spojit britská loď, ale pracně navázaný kontakt byl ztracen. Jak se později ukázalo, došlo k tomu kvůli arabským špionům, kteří se rozhodli židovské skupině zatajit informaci o změně způsobu britské signalizace. Aaronsohn s Feinbergem začínali být zoufalí. Nevěděli, co se stalo, jaké jsou britské plány a jaký bude osud Palestiny. Feinberg se nakonec rozhodl znovu vypravit do Egypta, tentokrát ale přes Sinajskou poušť. Pouhé dva dny poté, co se vydal na cestu, dorazila do Zichron Ja'akovu Sára. Zhruba týden nato se Aaronsohnovi dozvěděli, že Feinberga zatkla turecká vojenská hlídka jen několik kilometrů od tzv. země nikoho podél Suezského průplavu a že čeká na popravu ve vězení v Beerševě coby špion. Pomocí úplatků se Aaronsohnovi podařilo získat čas pro další jednání. To posléze vedlo k nepřímé intervenci Džamala Paši, díky níž byl Feinberg po třech týdnech věznění propuštěn.

### Špionáž pro Brity

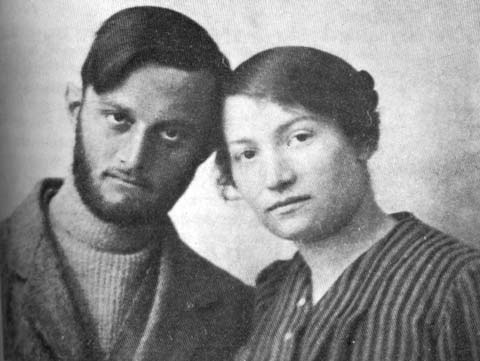
Sára Aaronsohnová a Avšalom Feinberg po jeho propuštění z vězení v Beerševě, leden 1916

Ke svému překvapení se Feinberg po návratu do Zichron Ja'akovu shledal se Sárou. Její líčení osudu Arménů ještě více umocnilo jeho touhu ukončit tureckou vládu a pomoc Britům. Sářin manžel Abraham v dopise žádal, aby se k němu vrátila, ale jeho prosba zůstala nevyslyšena. Aaron Aaronsohn mu odpověděl, že jeho sestru smí navštívit, ale ať zapomene na to, že by se k němu do Istanbulu vrátila. Počátkem roku 1916 se zapojila do činnosti skupiny. Návrat domů do blízkosti její rodiny jí svědčil. Jak si ve svých pamětech poznamenala Rachel Jana'it (pozdější izraelská první dáma), tak díky tomu vypadala šťastná a její modré oči jen zářily.
V rámci dalšího pokusu o navázání kontaktu se měl Feinberg za Brity do Egypta dostat přes Evropu. Na poslední chvíli však byl Aaronsohnem odvolán zpátky do Zichron Ja'akovu, neboť se díky britské iniciativě opětovně podařilo navázat kontakt a za tři týdny měla připlout loď. K tomu ale nakonec nedošlo. Až později vyšlo najevo, že byla po cestě torpédována. Osmanskou říši čím dál tím víc decimovala invaze sarančat, jejichž postup se nedařilo zastavit, a hrozil hladomor. V červnu 1916 se Aaronsohn rozhodl kontaktovat Brity sám, a zajistit tak mimo jiné potřebné zásoby jídla. Díky falešné zámince odcestoval do Evropy a vedení skupiny v Palestině mezitím převzali Avšalom Feinberg a Sára Aaronsohnová, kteří pracovali bok po boku. Vzájemně se milovali a po krátké době tvořili opět pár. Měsíce však ubíhaly, zásoby se tenčily, v Atlitu se potýkali s akutním nedostatkem finančních prostředků a o Aaronsohnovi nebylo již pět měsíců žádných zpráv. Ve skutečnosti se mu však podařilo dostat do Londýna, kde absolvoval řadu důležitých schůzek, a následně v prosinci 1916 do Káhiry. Zde se nicméně ze začátku setkal s pohrdáním a podezíráním. Až posléze vyšlo najevo, že celou dobu jednal s lidmi, kteří o ničem nerozhodovali. Britští velitelé hned nato nařídili obnovit kontakt s Atlitem. Tohoto úkolu se zhostila loď Goeland, která z Egypta vyplula 24. prosince 1916 s Aaronsohnem na palubě. Moře u Atlitu ale bylo rozbouřené a ani následující noc se nešlo dostat na břeh. Feinbergovi, který nevěděl o Aaronsohnových úspěších v Egyptě, tou dobou ale již docházela trpělivost, a s ohledem na zodpovědnost, kterou cítil vůči všem v jejich skupině, se rozhodl sám kontaktovat Brity a na cestě do Egypta překročit Sinajskou poušť. Sára s jeho plánem nesouhlasila a marně se mu jej snažila rozmluvit. Společně s ním 4. ledna 1917, pouhých devět dní poté, co se Aaronsohn na palubě lodi Goeland neúspěšně pokusil znovunavázat kontakt, na cestu vyrazil také Josef Lišanski (1890–1917), patřící mezi přední členy skupiny. Plán byl takový, že Sinaj překročí v přestrojení za beduíny. U vesnice Šajch Zuvajd, mezi Rafou a El-Aríšem, dvojici a jejich průvodce přepadla 20. ledna beduínská skupina a došlo k přestřelce, během níž byl Feinberg zastřelen a Lišanski těžce zraněn. Okolnosti této události se v jednotlivých zdrojích různí. Podle jednoho z nich Feinberg těsně před smrtí adresoval svá poslední slova Sáře, když Lišanskému sdělil: „Řekni jí, že to bude muset dělat sama. Řekni jí, že to nesmí vzdát.“ Raněného Lišanského našla britská vojenská hlídka, která jej převezla do Port Saidu, kde vše sdělil Aaronsohnovi.

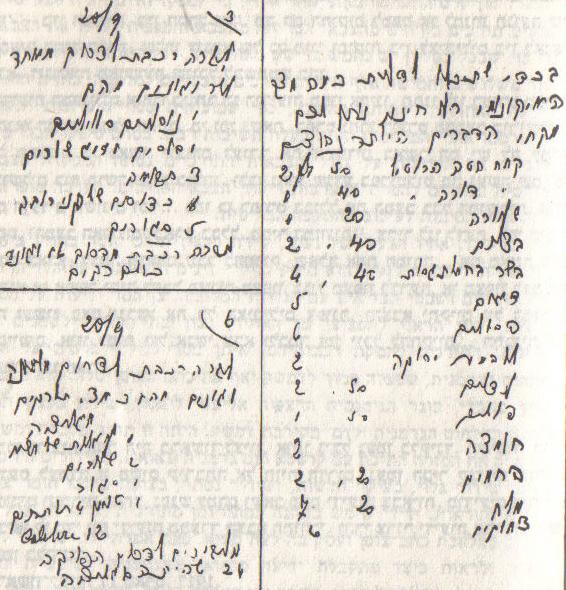
Zpravodajské informace zaznamenané členem Nili z Afuly, Aaronsohnovým bratrancem Davidem Sokolovicem, obsahující mimo jiné údaje o železničních spojích a jejich nákladu

Nedlouho po Feinbergově smrti se Britům podařilo obnovit kontakt s Atlitem. Tehdy rovněž vznikl název skupiny. Britové po Aaronsohnovi chtěli heslo, kterým by se jeho lidé identifikovali. Jeden ze členů skupiny otevřel na náhodné stránce Bibli, a to zrovna na patnácté kapitole 1. knihy Samuelovy. V té jej zaujala část dvacátého devátého verše נצח ישראל לא ישקר‎ (necach Jisra'el lo ješaker, v ekumenickém překladu „věčný Bůh Izraele neklame“), z něhož vytvořil akronym Nili (ניל"י‎). Sára Aaronsohnová se zprávu o Feinbergově smrti dozvěděla počátkem března od Lišanského, který připlul z Egypta na britské lodi Monegan. Hluboce ji zasáhla a změnila; „od té chvíle přestala být veselou, citlivou, rozumnou mladou ženou, jak ji všichni znali. Byla jako ze železa a neexistovalo lidské síly, která by ji odvedla od jejího úkolu.“ Potýkat se přitom musela s rostoucí animozitou ze strany palestinského židovského obyvatelstva, která pramenila především z obav z případné turecké reakce, jež by na Židy bezesporu dopadla v případě odhalení skupiny. V živé paměti totiž lidé měli genocidu Arménů a Nili vyčítali, že svou činností, která nebyla koordinovaná s židovskými představiteli, ohrožuje celé židovské osídlení Palestiny. V jednom z dopisů bratrovi v reakci na Feinbergovu smrt mimo jiné napsala:
| „ | Je pro mě těžké popsat, jak se cítím. Je to hrozné, hrozné, a není útěchy. Musím ti ale říci: Jsem klidná a silnější než železo. Nikdy bych nevěřila, že v sobě najdu tolik síly. Jsou chvíle, kdy si připadám, jako bych byla mrtvá, nebo byla bezcennou nádobou, protože jak by jinak bylo možné, abych se zvládla držet tváří v tvář takové strašné oběti? Možná je to množstvím práce, nebo dluhem, který musím splatit: pokračovat v práci, kterou náš milý započal. Ano, to jediné, co chci, je pokračovat. A pomstít se. | “ |

Od konce roku 1916 Sára Aaronsohnová koordinovala a zprostředkovaně řídila veškeré aktivity skupiny v palestinské a libanonské oblasti. Měla na starosti její jádro, čítající čtyřicet agentů, i širší okruh příznivců. Od nich shromažďovala získané informace, které dále analyzovala a po zakódování posílala na britské velitelství v Káhiře. Dále byla odpovědná za financování chodu skupiny i předávání finanční podpory a zlata ze zahraničí strádajícímu palestinskému židovskému obyvatelstvu. Mimo to byla v kontaktu s tureckými úřady (které neměly o jejích aktivitách ponětí) i představiteli židovské komunity.
Aaronsohn mezitím setrval v Egyptě, kde se v britském generálním štábu zásadním způsobem podílel na přípravě britské vojenské ofenzivy v Palestině. Mezi únorem a říjnem 1917 k břehům Atlitu v noci připlouvala loď Monegan, aby od skupiny přebírala shromážděné informace a předávala jí dopisy, noviny, instrukce, peníze a zlato. Finanční prostředky a zlato sloužily z malé části pro pokrytí výdajů Nili, většina však byla využita na zlepšení situace strádající a mnohdy hladovějící palestinské židovské populace, a od skupiny je přebíral Me'ir Dizengoff, předseda distribučního výboru, který přerozděloval získanou pomoc, a pozdější první starosta Tel Avivu. Nili, coby zpravodajská síť, neměla klasickou vojenskou strukturu či posloupnost velení. Výjimku tvořili tři lidé v popředí. Aaronsohn z Egypta své sestře Sáře posílal instrukce, rady a požadavky a ty byly následně skrze Lišanského zadávány agentům v terénu. Jádro skupiny v této době tvořilo asi třicet lidí, jež se práci pro Nili věnovali na plný úvazek, a řada dalších lidí, kteří pracovali jen občasně. Dne 19. dubna 1917 připlula Sára Aaronsohnová na bratrovo pozvání do Káhiry, kde jej osobně zpravila o nejnovějším dění v Palestině, zejména o chystaném vyhnání Židů z Jaffy, nařízeném Džamalem Pašou. Původně se měla zdržet jen několik dnů, ale v důsledku špatného počasí a rozbouřeného moře zůstala déle. S bratrem strávila dlouhé hodiny rozmlouváním, při němž se ji snažil neúspěšně přesvědčit, aby zůstala v Egyptě. Do svého deníku si posléze poznamenal slova hlubokého uznání pro svou sestru. Toho se jí rovněž dostalo ze strany britských důstojníků. Sára Aaronsohnová se nakonec do Atlitu vrátila 13. června 1917.

### Zatčení, mučení a smrt

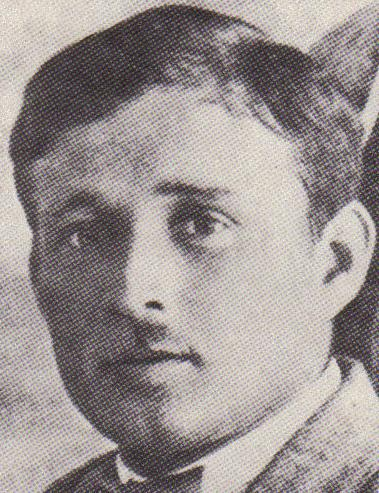
Josef Lišanski patřil mezi přední členy skupiny, který se spolu s Aaronsohnovou podílel na vedení Nili v Palestině

Komunikace skrze loď Monegan byla, s ohledem na nevyzpytatelnost počasí (při rozbouřeném moři nešlo přistát), nutnost synchronizace s měsíčními fázemi (novoluní umožňovalo na rozdíl od úplňku nepozorované přistání) a urgentnost některých informací, doplněna o využívání poštovních holubů. Ti však ne vždy nalezli cestu do britského vojenského tábora na Sinaji, kam měli doletět. Dne 3. září 1917 jeden z holubů usedl v holubníku policejního velitele v Caesareji, asi dvacet kilometrů jižně od Atlitu, díky čemuž se Turci zmocnili šifrované zprávy, již nesl. V první polovině téhož měsíce zároveň jeden z členů Nili vyzradil informace o skupině a jejích aktivitách. Byl jím Feinbergův bratranec Na'aman Belkind (1889–1917), který nevěřil vysvětlením jeho zmizení, jichž se mu od členů skupiny dostalo, a vydal se o něm zjistit více informací do Egypta. Na Sinaji jej však zadrželi beduíni, kteří ho předali Turkům. Ti na něj nastražili lest a Belkind, omámen vínem s hašišem, vyzradil vše. Turci poté zahájili rozsáhlé pátrání s cílem dopadnout skupinu špionů. Koncem září k Atlitu připluly dvě lodě, které měly evakuovat až šedesát osob. K rozsáhlé evakuaci však nedošlo a tu noc odpluly pouze dvě osoby. Aaronsohnová ve vysvětlujícím dopisu napsala: „Situace se stále zhoršuje. Přesto nemůžeme v tuto chvíli uprchnout, protože náhlý útěk by ohrozil celou komunitu, zejména lidi nám blízké“. Pravděpodobným důvodem byl Lišanského zdravotní stav, neboť v tu dobu měl vysokou horečku a nemohl by být evakuován. Aaronsohnová nakonec souhlasila s evakuací o dva dny později, ale ta již kvůli blížícímu se úplňku proběhnout nemohla. Další příležitost měla nastat až 12. října s příchodem novoluní.
Večer 2. října, v druhý den svátku Sukot, turečtí vojáci obklíčili Zichron Ja'akov a zatkli Sáru Aaronsohnovou a postupně i zbývající členy Nili v Palestině, jimž se nepodařilo utéct či ukrýt. To se zdařilo Lišanskému, který posléze našel dočasné útočiště v řadách židovské organizace ha-Šomer. Zajaté členy skupiny Turci mučili, aby vyzradili své spolupracovníky a místo jejich úkrytu, přičemž nejvíce se zajímali o Lišanského. Aaronsohnová však vzala všechnu vinu na sebe a nic neprozradila, a to ani když mučili ji a když musela přihlížet, jak stejný osud zakouší její otec. Při výsleších ji bičovali, drtili prsty, štípali kleštěmi a přikládali rozpálená vařená vajíčka do podpaží a kolenních jamek. Někdy ji mučili tak dlouho, až upadla do bezvědomí. Při jednom z nich jim řekla:
| „ | Váš konec je blízko a spadnete do jámy, kterou jsem pro vás vyhrabala. Jste vrazi, krvežíznivá zvířata. Já, slabá žena, jsem se rozhodla bránit svůj lid, aby ho nepotkalo to, co jste provedli Arménům. Nenávidím vás, hrdinové falaky a bakšiše. (…) Osmane, kate, co jsi to za hrdinu, když mlátíš ženu! | “ |

Po třech dnech krutého mučení se dozvěděla, že má být převezena do nechvalně proslulého vězení v Nazaretu. Z obavy, že by již nemusela další mučení vydržet, se rozhodla ukončit svůj život. Téhož dne, 5. října 1917, se, pod záminkou převlečení zkrvaveného oblečení, proto nechala stráží odvést do domu své rodiny. Zatímco turečtí vojáci čekali přede dveřmi, pustila sprchu, aby vyvolala dojem, že se koupe. Mezitím v rychlosti napsala dopis na rozloučenou. V něm popsala, jak má být vyplacena odměna zaměstnancům stanice v Atlitu, jména tří rodin, o nichž se domnívala, že zradily Nili, a pokračovala následovně:
| „ | Naše situace je velmi špatná, a moje ze všech nejhorší, protože veškerá vina padá na mě. Nelítostně mě bili a svázali provazy. Nezapomeňte popsat všechno naše utrpení těm, kteří přijdou po nás. Nevěřím, že přežijeme, když jsme byli zrazeni a celá pravda o nás nejspíše vyšla najevo. Zpráva o vítězství nakonec musí přijít, a až uvidíte mé bratry, řekněte jim o naší mučednické smrti, a také jim řekněte, že je Sára žádá, aby pomstili každou kapku její krve, (…) ať nemají žádné slitování, stejně jako oni neměli slitování s námi. Věřte mi, už nemám sílu to dále snášet, a raději se zabiji, než abych byla opět mučena jejich rukama potřísněnýma krví. (…) Moje trápení je o to větší, že vidím trpět svého nevinného otce. Ale přijde den zúčtování; zemřeli jsme jako bojovníci a nepodlehli jsme. | “ |

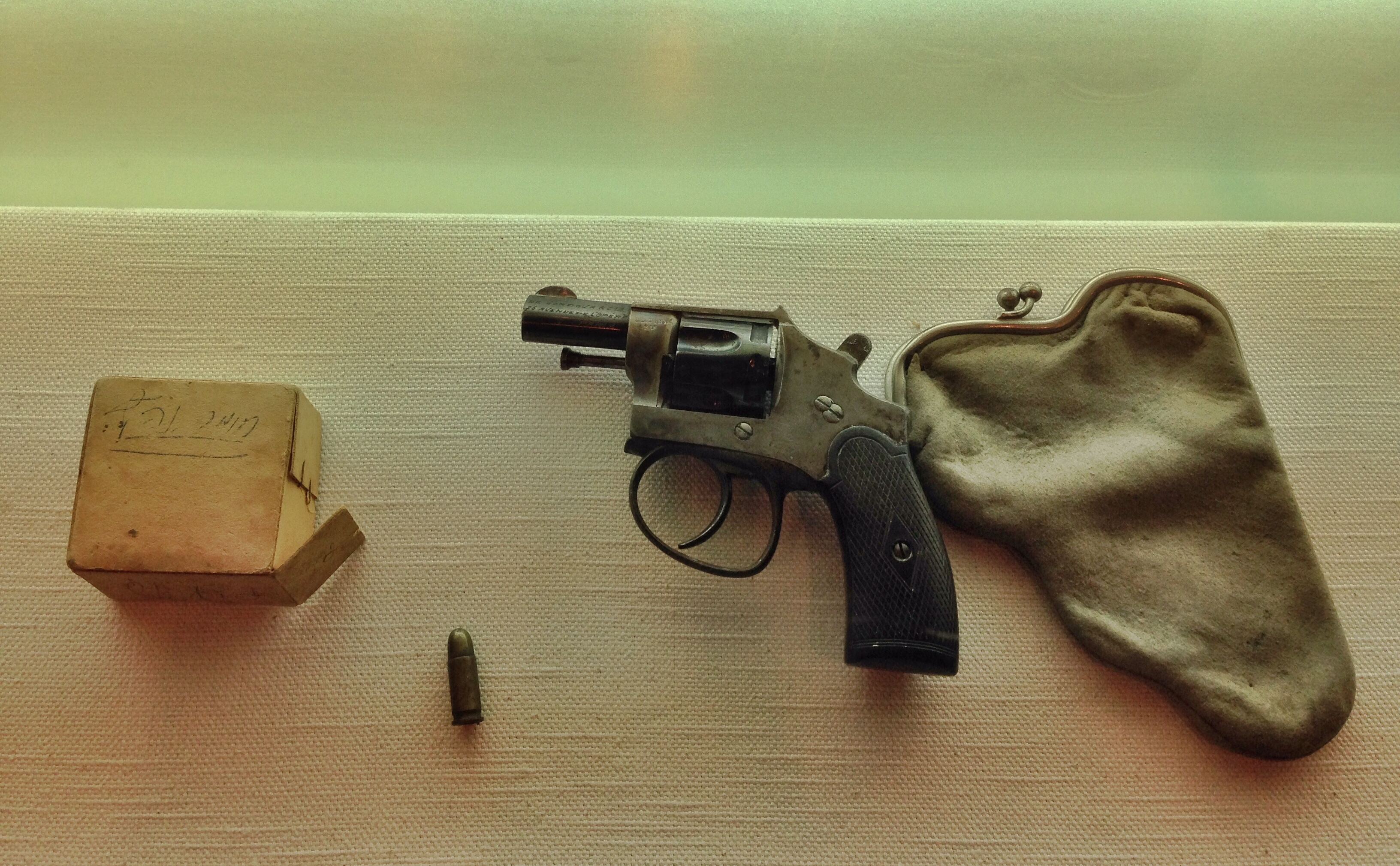
Zbraň, kterou se Sára Aaronsohnová zastřelila

Na konci dopisu vzpomenula Josefa Lišanského, přičemž poznamenala, ať se raději zabije, než aby se vzdal. Její poslední slova byla: „Přicházejí, už nemohu psát.“ Dopis následně vyhodila z okna, vzala revolver, který předtím vyjmula ze skrýše v rámu dveří v obývacím pokoji, a v koupelně se s ním pokusila spáchat sebevraždu. Střelila se do úst a upadla do bezvědomí. Vojáci následně vtrhli do domu, a když ji spatřili v tratolišti krve, přivolali lékaře. Tomu se Aaronsohnovou podařilo přivést k vědomí a odnesl ji do postele, kde zjistil, že má všechny končetiny ochrnuté, pravděpodobně v důsledku poškození páteře od kulky. Od první chvíle, kdy nabyla vědomí, jej opakovaně prosila, aby ji zabil, a ukončil tak její trápení. Následující den ji prohlédl turecký armádní chirurg z Nazaretu, který nechal poslat pro dvě zdravotní sestry z německé nemocnice v Haifě, aby se o Aaronsohnovou staraly. Pomáhalo také sedm žen ze Zichron Ja'akovu. Aaronsohnová byla zcela při vědomí, ale měla bolesti a teplotu. Tři dny po pokusu o sebevraždu, 8. října, se její stav začal zhoršovat. Další den v ranních hodinách žádala, aby se mohla rozloučit s otcem, a řekla sbohem přátelům, kteří za ní přišli. Zároveň prosila o propuštění otce z vězení. Zemřela 9. října 1917 v 8.30 místního času, čtyři dny poté, co se střelila.

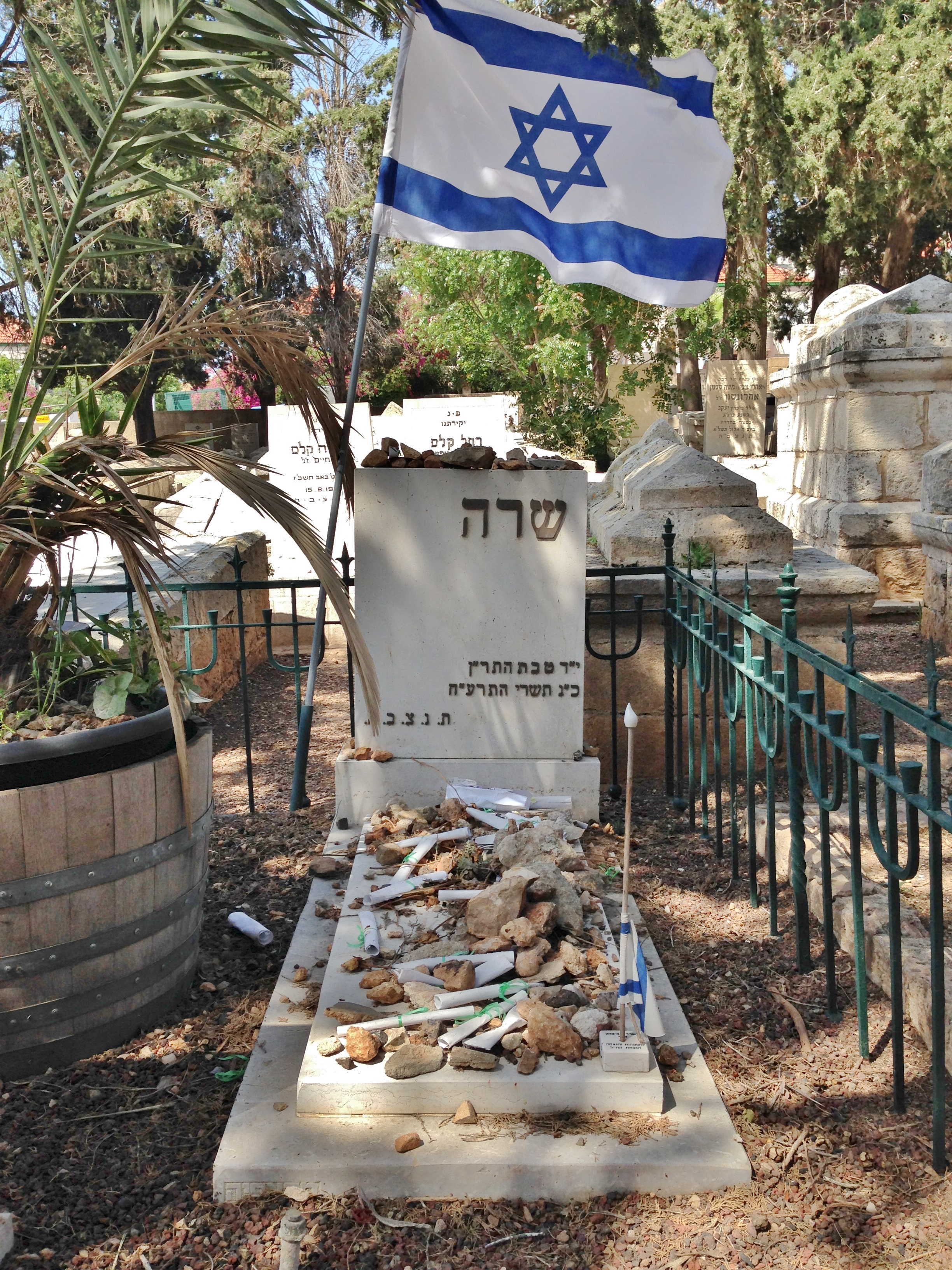
Hrob Sáry Aaronsohnové v Zichron Ja'akovu

Ještě téhož dne bylo její tělo v pohřebním procesí odneseno na místní židovský hřbitov. Turecký vojenský velitel pro tento případ zmírnil zákaz vycházení. Když procesí dorazilo na hřbitov, kde měla být pohřbena vedle své matky Malky, hrob ještě nebyl vykopán, a tak přítomní v tichosti čekali dvě hodiny, než se jej v kamenité půdě podařilo vykopat. Podle některých zdrojů nastal problém, jelikož dle židovské tradice nelze pohřbít sebevraha na židovském hřbitově. S ohledem na okolností její smrti však došlo ke kompromisu, a její hrob tak od ostatních symbolicky odděluje nízký železný plůtek.

### Skupina po její smrti
Členové ha-Šomer, kteří Lišanského skrývali, jej nakonec zradili a střelili do zad. K jeho štěstí však zranění nebylo vážné, a když střelci odešli (domluvit převzetí výkupného, vypsaného na jeho hlavu), domnívajíce se, že je mrtvý, podařilo se mu utéct a nějakou dobu se skrýval u známých v Petach Tikvě. Nakonec byl zajat, když se v přestrojení za beduína pokoušel ukrást velblouda, a předán tureckým úřadům. Ty jej převezly do Damašku, kde byl 16. prosince 1917 společně s Na'amanem Belkindem popraven den předtím, než Britové dobyli Jeruzalém. Ostatní věznění členové Nili byli nakonec buď propuštěni, či osvobozeni po britské invazi.
Díky klíčovým zpravodajským informacím od Nili provedla britská armáda pod vedením generála Edmunda Allenbyho překvapující útok na Beerševu a posléze dobyla Jeruzalém i celou Palestinu.
Bratr Aaron Aaronsohn po skončení války spolupracoval s Chajimem Weizmannem, z něhož se v roce 1948 stal první izraelský prezident. V rámci svých povinností se měl Aaronsohn v roce 1919 zúčastnit Pařížské mírové konference, avšak jeho letadlo se na cestě z Londýna zřítilo nad Lamanšským průlivem a on při neštěstí zahynul. Sestra Rivka se po válce vrátila ze Spojených států amerických, kam uprchla před válkou s bratrem Alexem, do Zichron Ja'akovu, kde v domě své rodiny pomohla vybudovat muzeum Nili (více informací v sekci Památka). V roce 1967 se po padesáti letech od Feinbergovy smrti podařilo nalézt jeho ostatky. Přispěla k tomu šestidenní válka, v níž Izrael mimo jiné dobyl Sinajský poloostrov. To umožnilo objevení místa, známého jako „hrob Žida“. Šlo o osiřele rostoucí datlovník, který vyrostl z datlí, jež měl Feinberg v kapse, když se vydal na cestu do Egypta (podle některých zdrojů dostal datle od Sáry Aaronsohnové). Po pozitivní identifikaci ostatků byl při slavnostním pohřbu pochován na národním hřbitově na Herzlově hoře v Jeruzalémě. Teprve tímto okamžikem si étos Nili podle deníku Jedi'ot achronot získal obdiv celého národa. V roce 1978 byly na Herzlovu horu ze hřbitova v Rišon le-Cijonu přeneseny i Lišanského ostatky.

## Památka

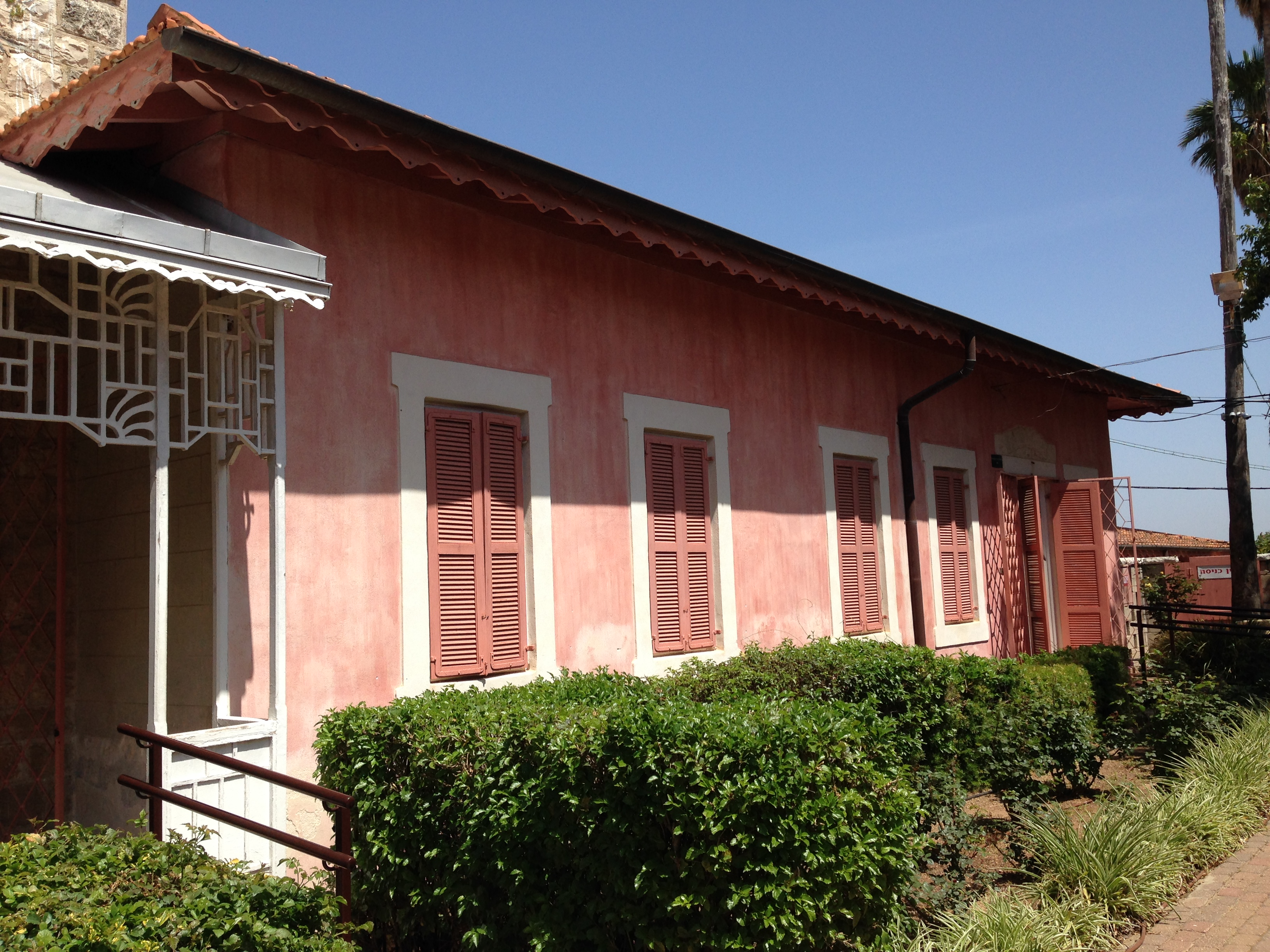
Dům v Zichron Ja'akovu, kde vyrůstala, a kde je od roku 1956 muzeum Nili

Od roku 1935 se u hrobu Sáry Aaronsohnové v Zichron Ja'akovu každoročně konají vzpomínkové akce. Postupně kolem ní vznikl až určitý kult a vysloužila si označení židovská Johanka z Arku a hrdinka Nili. Dochované dopisy mezi ní, jejími sourozenci, Feinbergem a dalšími členy Nili, umožňují náhled do její nezávislé mysli, mimo jiné odmítající společností předepsané postavení ženy. Po šestidenní válce v roce 1967 byla Aaronsohnová, společně s Nili a jejími dalšími členy, zařazena do státem podporovaného kultu hrdinství a dostala se do školních osnov.
V roce 1956 byl dům Aaronsohnových v Zichron Ja'akovu přeměněn na muzeum Nili, známé též jako Bejt Aharonson (בית אהרונסון‎). Zachycuje zdejší způsob života rodiny Aaronsohnových, ale rovněž představuje historické dokumenty, činnost a aktivity jak celé skupiny, tak jejích jednotlivých členů. V roce 1998 prošlo muzeum renovací. Jméno Sáry Aaronsohnové nesou na její počest ulice v řadě izraelských měst, a to například v Ašdodu, Aškelonu, Ramat Ganu, Petach Tikvě a Ra'ananě. V únoru 1991 byla k uctění její památky vydána poštovní známka o nominální hodnotě 1,3 šekelů, a to v sérii s básnířkami Rachel Bluwsteinovou a Leou Goldbergovou. V roce 1981 došlo k zavedení vojenské stuhy Nili, která je udílena osobám, jež byly členy skupiny v letech 1915 až 1917.
Existuje mýtus o milostném vztahu mezi Sárou Aaronsohnovou a Thomasem Edwardem Lawrencem, který je též známý jako Lawrence z Arábie. Údajně byla onou tajemnou S. A., jíž Lawrence věnoval svou knihu Sedm sloupů moudrosti. Přestože Lawrence později spolupracoval s Aaronem Aaronsohnem, neexistuje žádný důkaz, že by se kdy s jeho sestrou setkal.